# Arnika (jeskyně)
Jeskyně Arnika je veřejnosti nepřístupná jeskyně, která se nachází v Českém krasu, přibližně 1 km východně od Svatého Jana pod Skalou.

## Objev a výzkum
Jeskyně se nachází v krasovém údolí Propadlé vody, kde bylo její ústí objeveno během prudkého a vytrvalého deště z 1. na 2. června 1995, při kterém byla rokle dočasně zalita povrchovou vodou. Předtím neznámá podzemní prostora na sebe upozornila mizením vody do podzemí. Byl započat intenzivní výzkum včetně provedení stopovací zkoušky pro zjištění kam voda přes jeskyni odtéká. Díky tomu bylo zjištěno propojení jeskyně Arnika s krasovým pramenem Ivanka vyvěrajícím ve Svatém Janu pod Skalou, kde se voda označená kuchyňskou solí v prameni objevila po 20 hodinách.
V jeskyni byly také prováděny výzkumy sedimentárních profilů. Během toho byly objeveny významné paleontologické nálezy jak holocenní malakofauny, tak zejména glaciálních obratlovců, a to včetně např. kosti od koně (Equus cf. hydruntinus), parohu jelena (Cervus elaphus) a fragmentu temenní kosti člověka (Homo sapiens).
Během prolongačních prací bylo objeveno asi 198 metrů chodeb, zatím bez krasové výzdoby. Nejnižší známé části jeskyně jsou 34 metrů pod povrchem.